# Hašnik
Pogostost priimka Hašnik je bila po podatkih Statističnega urada Republike Slovenije na dan 1. januarja 2010 manjša kot 5 oseb. 

## Znani nosilci priimka
- Jožef Hašnik (1811—1883), pesnik